# Джеймс, Леброн
Лебро́н Рэ́ймон Дже́ймс (англ. LeBron Raymone James; род. 30 декабря 1984[…], Акрон, Саммит, Огайо, США) — американский баскетболист, играющий на позиции лёгкого и тяжёлого форварда. Выступает за команду НБА «Лос-Анджелес Лейкерс». Признаётся экспертами одним из лучших баскетболистов в истории, а ряд специалистов ставит Джеймса на первое место. Один из наиболее высокооплачиваемых спортсменов в мире на протяжении большей части карьеры (с учётом зарплаты и рекламных контрактов).
Четырёхкратный чемпион НБА, четырёхкратный самый ценный игрок финала НБА, четырёхкратный самый ценный игрок НБА, самый результативный игрок регулярного чемпионата 2007/08 и новичок года НБА 2003/04. 13 раз входил в первую сборную всех звёзд НБА, дважды во вторую, один раз в третью, пять раз входил в сборную всех звёзд защиты, рекордные 20 раз принимал участие в матче всех звёзд, где трижды признавался самым ценным игроком. Лучший снайпер в истории регулярных сезонов и плей-офф НБА. Входит в топ-5 лидеров в регулярных сезонах НБА по передачам, реализованным штрафным, сыгранным матчам, а также сделанным трипл-даблам. Лидирует по минутам, сыгранным в матчах регулярных сезонов НБА. Также входит в топ-10 лидеров по перехватам и трёхочковым попаданиям в матчах регулярных сезонов НБА. Лидирует в истории регулярных сезонов и плей-офф НБА по количеству потерь мяча. Лидер плей-офф НБА по перехватам, реализованным штрафным, сыгранным минутам и матчам. Входит в топ-5 лидеров плей-офф НБА по передачам, трипл-даблам, подборам и трёхочковым попаданиям (в топ-10 - по блок-шотам). Является одним из двух игроков в истории регулярных сезонов НБА, сделавшим трипл-дабл в возрасте старше 40 лет (наряду с Карлом Мэлоуном).
Пропустив обучение в университете, был выбран на драфте 2003 года под общим первым номером командой «Кливленд Кавальерс». В составе «Кливленда» провёл 7 сезонов. В 2007 году привёл команду к её первому финалу в истории, где «Кавальерс» проиграли «Сан-Антонио Спёрс» (0-4). Через два года «Кливленд» вышел в финал Восточной конференции, где уступил «Орландо Мэджик». За время пребывания в составе «Кавс» Джеймс стал самым результативным игроком в истории клуба. Став свободным агентом в 2010 году, принял решение объединиться с партнёрами по сборной США Дуэйном Уэйдом и Крисом Бошем в составе «Майами Хит». За четыре года в составе «Хит» завоевал два титула чемпиона НБА, два титула самого ценного игрока финальной серии, а также дважды титул самого ценного игрока регулярного сезона. Летом 2014 года, проведя в составе «Майами» четыре сезона, вернулся в «Кливленд Кавальерс», подписав двухлетний контракт. В первом сезоне после возвращения форварда в родной клуб команда дошла до финала НБА, где уступила в шести матчах «Голден Стэйт Уорриорз». В 2016 году привёл «Кавальерс» к первой в истории победе в НБА. В 2018 году перешёл в «Лос-Анджелес Лейкерс», а в 2020 году стал чемпионом НБА в составе и этого клуба.
Помимо клубной карьеры, также выступал за сборную США на четырёх Олимпийских играх, где завоевал три золота и одну бронзу. Также принимал участие в чемпионате мира 2006 года, выиграв бронзу.
В 2008 году вышел документальный фильм «Больше, чем игра» о Джеймсе и его школьной команде. В 2015 году снялся в кинокомедии режиссёра Джадда Апатоу «Девушка без комплексов», в 2021 году появился в главной роли в анимационно-игровом фильме «Космический джем: Новое поколение».

## Ранние годы
Его мать, Глория Джеймс, на момент рождения Леброна была 16-летней школьницей. Она рассталась с отцом Леброна, Энтони Макклилландом, ещё до рождения сына. Будучи подростком с ребёнком на руках, Глория сумела окончить школу благодаря помощи своей матери Фреды. Семья жила в бедности, матери Леброна приходилось совмещать работу и заботу о сыне, а здоровье его бабушки стремительно ухудшалось, в 1987 году она умерла от сердечного приступа. Несколько лет роль отца в жизни Леброна выполнял Эдди Джексон, с которым встречалась Глория Джеймс. Даже после расставания Глории и Эдди последний продолжал контактировать с Леброном и играть в его жизни важную роль. Первый баскетбольный опыт Леброн Джеймс получил в три года, когда мать подарила ему на Рождество небольшое баскетбольное кольцо и мяч, которые стали его любимой игрушкой.
С шести до двенадцати лет Леброн Джеймс переезжал с матерью с одного места на другое, поскольку у семьи не было возможности постоянно платить за жильё. Он рос в бедных районах с высоким уровнем преступности, где регулярно происходили бандитские перестрелки. Материнское воспитание позволило Леброну избежать дурного влияния и не разделить судьбу большинства выходцев из подобных районов. К десяти годам Джеймс серьёзно увлёкся спортом. Поначалу он преуспевал в американском футболе, в котором значительно выделялся на фоне сверстников отличной скоростью и координацией. Способности Джеймса приметил тренер Брюс Келкер, который устроил Леброна в детскую команду «Акрон Саут Рейнджерс Пи Ви».
Там Джеймс познакомился с тренером Фрэнком Уокером и его сыном Фрэнки-младшим, который стал одним из его лучших друзей. Когда из-за нестабильной ситуации с жильём Леброн вынужден был уйти из школы в четвёртом классе посреди учебного года, Фрэнк Уокер и его жена Пэм предложили взять Леброна на время к себе. Решение жить раздельно далось Глории Джеймс и её сыну непросто, но на тот момент этот выход был единственным. Джеймс прожил у Уокеров полтора года, при этом виделся с матерью по выходным. Фрэнк Уокер помогал ему с учёбой и после футбола приобщил его к баскетболу. Не имея поначалу никаких баскетбольных навыков, Джеймс быстро изучил основы игры. Увидев какой-то приём, он сразу мог его перенять. Многие тренеры, работавшие с Леброном, отмечали также его умение читать игру, просчитывать наперёд развитие событий и принимать оптимальное решение. Фрэнк Уокер сравнивал этот талант с умениями шахматиста.
В двенадцать лет Леброн снова стал жить с матерью. Финансы уже не были серьёзной проблемой, не было больше необходимости постоянно переезжать, и Джеймс смог сконцентрироваться на учёбе и спорте. В пятом классе Леброн стал играть за баскетбольную команду Любительского спортивного союза (AAU) «Шутинг Старз», в которой под руководством тренера Дру Джойса-младшего собрался неплохой коллектив из перспективных игроков. Джеймс сдружился с партнёрами по команде, сыном тренера Дру Джойсом III и Шаном Коттоном, с которыми проводил много времени как на баскетбольной площадке, так и вне её. Позднее команду пополнили Уилли Макджи и Ромео Трэвис. С молодыми баскетболистами стал работать опытный тренер Кит Дамброт, ранее возглавлявший команду Центрального Мичиганского университета.
Летом 1997 года в Орландо на турнире из 31 команды «Шутинг Старз» выиграли национальный чемпионат среди игроков до 12 лет. Леброн Джеймс был признан самым ценным игроком турнира. В дальнейшем команда из Акрона выиграла ещё пять национальных чемпионатов, побеждая во всех возрастных группах. Вспоминая об опыте работы с Джеймсом, тренер Джойс говорил, что Леброн никогда не пропускал тренировок и всегда стремился развиваться. При этом Джеймс был бескорыстным игроком, готовым делиться мячом с партнёрами.

## Старшая школа
Джеймс, Джойс, Коттон и Макджи не собирались расставаться с началом обучения в старшей школе. Их выбор пал на старшую школу Сент-Винсент — Сент-Мэри, баскетбольную команду которой стал тренировать Кит Дамброт. Первым туда поступил Джойс, за ним последовали его друзья. Отцы Джойса и Коттона стали помощниками тренера Дамброта. Хотя эта католическая школа с оплатой обучения в размере 4800 долларов за семестр была не по карману матери-одиночке Глории Джеймс, достойные студенты учились на стипендию, и Леброн с его хорошими оценками был к ним отнесён. Кроме того, он был желанным приобретением не только для школьной баскетбольной команды, но и для команды по американскому футболу.

### Американский футбол
В четырнадцать лет Леброн Джеймс имел рост около 182 см, большие цепкие ладони, что очень помогало ему в футболе. Он играл на позиции ресивера, его задача состояла в том, чтобы быстро вырваться вперёд, открыться для передачи, поймать брошенный ему квотербеком мяч и занести его в очковую зону. В первом сезоне Джеймс мало что дал школьной футбольной команде «Файтин Айриш», но во втором сезоне он поймал 42 передачи, продвинул команду на 840 ярдов и сделал 11 тачдаунов. Хорошие статистические показатели привлекли к Леброну интерес со стороны футбольных команд американских колледжей. Многие считали его перспективным игроком, способным стать звездой в студенческом футболе и в дальнейшем перейти в профессионалы.
В то же время Джеймса считали подающим большие надежды баскетболистом. Баскетбольные эксперты опасались, что продолжение игры в американский футбол, известный своей лавиноопасностью, где один неудачный прыжок или столкновение могут привести к тяжёлой травме колена, может поставить крест на спортивных амбициях Леброна. Когда Джеймс остался в футбольной команде на третий сезон, его мать оформила страховку на случай подобной травмы.
Третий сезон в школьной футбольной команде для Джеймса оказался ещё более продуктивным. Он поймал 52 передачи, продвинул команду на 1310 ярдов и сделал 15 тачдаунов. «Файтин Айриш» выиграли по ходу сезона десять игр из четырнадцати, стали региональным чемпионом и дошли до полуфинала чемпионата штата Огайо. Леброн с его отличной скоростью становился всё более желанным пополнением для всех университетских футбольных команд штата. Его тренер Джей Брофи, сам в своё время игравший на профессиональном уровне за «Майами Долфинс», считал, что у Джеймса были все шансы стать игроком Национальной футбольной лиги, если бы он сосредоточился на американском футболе. С футболом Джеймс попрощался после того, как в одной из игр сломал палец. Травма не была слишком серьёзной, но заставила Леброна задуматься о риске, которому он подвергает своё будущее в баскетболе, совмещая два вида спорта.

### Баскетбол
Когда Леброн Джеймс с друзьями вступил в школьную баскетбольную команду «Файтин Айриш» под руководством тренера Дамброта, в ней уже было немало хороших игроков, но даже на их фоне Джеймс выделялся. Дамброт пригласил своего друга, Бена Брауна, тренировавшего баскетбольную команду Калифорнийского университета в Беркли, посмотреть на перспективного игрока, и Браун пришёл к выводу, что Джеймс слишком хорош для студенческого баскетбола и сразу после окончания школы пойдёт в НБА. В первой игре за «Файтин Айриш» Леброн набрал 15 очков, а завершил дебютный сезон со средним показателем выше 18 очков за игру. Лишь в одной игре за все четыре года в школьной команде его результативность была ниже десяти очков. Джеймс отличался хорошим броском и умением отдавать выверенные передачи, тренер также отмечал его спокойную манеру игры и умение быстро принимать решения. Сезон 1999/2000 команда Леброна прошла без поражений и с 27 победами в активе, в финале чемпионата штата со счётом 73-55 обыграла команду школы Джеймстаун Гринвью. Пятнадцатилетний Леброн, набравший в финальной игре 25 очков, 9 подборов и 4 передачи, был признан самым ценным игроком плей-офф турнира и включён в первую символическую сборную лучших игроков штата.
После победы в чемпионате штата имя Леброна Джеймса стало известно широкому кругу баскетбольных журналистов, им заинтересовались СМИ. Летом 2000 года Джеймс отправился в баскетбольный лагерь в Окленде, штат Калифорния, затем получил приглашение в лагерь Говарда Гарфинкеля, через который в своё время прошли Майкл Джордан, Стефон Марбери и Грант Хилл. Там Леброн доминировал не только в своей возрастной группе, но и в играх со старшеклассниками. Перед началом второго года учёбы в старшей школе Джеймс занимал первое место среди сверстников в общенациональном рейтинге Athlon Sports и второе место в аналогичном рейтинге Sporting News. Интерес к Леброну и его команде был столь велик, что «Файтин Айриш» сняли для домашних игр более крупный зал Акронского университета вместо собственного спортзала, не способного вместить всех желающих посмотреть на звёздного игрока вживую.
Второй год с Леброном в составе «Файтин Айриш» начали с девяти побед подряд. В январе 2001 года они встретились с командой академии Оак-Хилл, на тот момент первой школьной командой в общенациональном рейтинге, лидером которой был высокий центровой Десагана Диоп. Леброну удалось набрать 33 очка в той игре, но это не спасло его команду от поражения со счётом 79:78. Это поражение стало единственным для команды в сезоне, на уровне штата она вновь не знала себе равных и без проблем повторила достижение прошлого года, выиграв второй чемпионский титул подряд. Для Леброна сезон закончился с показателями 25,2 очка, 7,2 подбора, 5,8 передач и 3,8 перехвата в среднем за игру. Он был признан лучшим баскетболистом года среди школьников Огайо, был включён в первую символическую сборную страны по версии USA Today и был признан лучшим баскетболистом среди сверстников по версии Sporting News.
Перед началом сезона 2001/2002 «Файтин Айриш» потеряли главного тренера — Кит Дамброт после двух выигранных чемпионатов штата получил предложение о работе в Акронском университете. После его ухода вакантную должность занял Дру Джойс, до того два года работавший с командой в качестве помощника тренера. Третий сезон Джеймса в составе «Файтин Айриш» проходил в постоянных разъездах. Популярная команда получала множество предложений от представителей других штатов и успешно играла с лучшими школами страны. В феврале 2002 года Леброну и его товарищам вновь противостояли соперники из Оак-Хилл, среди которых выделялся Кармело Энтони. Его с Джеймсом противостояние закончилось ещё одной победой Оак-Хилл, Энтони набрал 34 очка, Леброн — 36. Эта игра привлекла едва ли не столько же внимания, сколько проходивший в том же месяце Матч всех звёзд НБА. На уровне штата Огайо команда школа Сент-Мэри-Сент-Винсент уже третий год подряд не знала себе равных в регулярном сезоне. Серию плей-офф «Файтин Айриш» начали с разгромной победы с разницей в 60 очков, выиграли вторую игру с перевесом в 39 очков, а полуфинал с разницей в 29 очков. Однако в финале, несмотря на 32 очка Леброна, команда уступила со счётом 71:63.
В то же время общественный интерес к Леброну Джеймсу вышел на новый уровень. Статью о нём написал баскетбольный журнал SLAM, а в феврале 2002 года Джеймс появился на обложке популярного журнала Sports Illustrated, имеющего многомиллионную аудиторию, с подписью «Избранный». После этой публикации журналисты и фанаты не давали Леброну прохода, тренер Джойс прокомментировал это так: «У него теперь нет жизни. Известность имеет свою цену». Многие считали Джеймса готовым к профессиональной карьере и лоббировали идею о том, что ему следует идти в НБА до окончания школы, что правила ассоциации формально запрещали. Кроме того, за Леброном выстроилась длинная очередь из тренеров и селекционеров различных университетов, которые надеялись, что Джеймс предпочтёт хотя бы год провести в студенческом баскетболе.
Во время летнего тура с «Шутинг Старз» в Чикаго Леброн встречался со многими селекционерами клубов НБА и профессиональными игроками. Уже во второй игре турнира Джеймс неудачно столкнулся с защитником в попытке забросить мяч в кольцо сверху и приземлился спиной на паркет, повредив левую руку. Травма была довольно серьёзной и потребовала полуторамесячного восстановления. Летний сезон для Леброна был окончен, и освободившееся время он потратил на то, чтобы пообщаться с представителями Nike и Adidas, которые боролись за право подписать с ним спонсорский контракт, когда Джеймс станет профессионалом. На пресс-конференцию Леброн пришёл в повязке на голову с логотипом Adidas, напульснике Nike и футболке с надписью «Король Джеймс». Многие представители СМИ, видевшие Джеймса впервые, сочли такое поведение проявлением высокомерия и весьма критически отозвались о нём в своих публикациях.
Перед началом баскетбольного сезона 2002/2003 школа Сент-Мэри-Сент-Винсент заработала более четверти миллиона долларов на билетах для желающих посетить домашние матчи команды. Проводились телевизионные трансляции матчей с оплатой по принципу pay-per-view. Вновь «Файтин Айриш», занимавшие 10-е место в общенациональном рейтинге школьных баскетбольных команд, договорились о матчах с командами из других штатов. Руководство школы подверглось критике со стороны местных чиновников за то, что оно зарабатывает на талантах игроков своей команды, однако нарушений в его действиях не было зафиксировано. Впрочем, баскетболисты также извлекали пользу из своей популярности — например, на игру в Лос-Анджелесе их привёз лимузин.
12 декабря 2002 года «Файтин Айриш» в третий раз встречались с командой академии Оак-Хилл. После двух прошлых противостояний интерес к матчу был огромным. Его транслировал для 1,77 млн зрителей платный кабельный канал ESPN2, комментировали известный тренер Дик Витале и бывший игрок НБА Билл Уолтон. На матче присутствовали скауты десяти команд НБА. В этот раз «Файтин Айриш» взяли реванш над своим принципиальным соперником, обыграв его со счётом 65:45, Леброн набрал 31 очко. Весь сезон также прошёл для команды и Джеймса на высоком уровне. Вновь без проблем был выигран чемпионат штата, а «Файтин Айриш» в конце сезона получили первое место в рейтинге школьных команд по версии USA Today. Леброн завершил свой последний год в старшей школе с 31,6 очка, 9,6 подбора, 4,6 передачи в среднем за игру.

## Профессиональная карьера
После окончания последнего сезона Леброна в старшей школе его спортивное будущее было предметом постоянных спекуляций. Периодически всплывали названия колледжей, в которые он якобы собирается поступить после школы. В то же время производители спортивной экипировки — Adidas, Reebok и Nike — боролись за право заключить с Джеймсом контракт на миллионы долларов, что автоматически делало его профессионалом и лишало возможности продолжать спортивную карьеру в колледже. Конкуренция дошла до того, что компания Adidas разместила в окрестностях Акрона билборды с адресованным Джеймсу призывом выбрать эту компанию. Когда Леброн принял участие в третьем за год матче всех звёзд школьного чемпионата, это автоматически лишило его возможности продолжить карьеру в колледже. По правилам NCAA допускалось участие выпускника только в двух подобных матчах, спонсируемых коммерческими компаниями.
Незадолго до лотереи драфта, которая прошла 22 мая, Джеймс нанял агента Аарона Гудвина и собрал пресс-конференцию, на которой объявил, что станет профессионалом. Вскоре он заключил с Nike семилетний контракт на сумму 90 млн долларов с бонусом за подписание в размере 10 млн. Это гораздо больше, чем суммы первых контрактов Майкла Джордана, Шакила О’Нила и гольфиста Тайгера Вудса. Также Джеймс заключил контракт на миллион долларов с компанией Upper Deck, выпускающей коллекционные баскетбольные карточки.

### «Кливленд Кавальерс» (2003—2010)

#### Первый сезон
Драфт НБА 2003 года считается одним из сильнейших в истории лиги. Помимо Леброна Джеймса в нём участвовали его друг и соперник Кармело Энтони, будущие звёзды Крис Бош и Дуэйн Уэйд. Однако даже в такой компании Джеймс выделялся. Большинство баскетбольных аналитиков сходилось во мнении, что именно он будет выбран первым на драфте, лишь немногие отдавали предпочтение Энтони. 22 мая, когда клуб «Кливленд Кавальерс» выиграл право выбирать первым, вопрос с первым номером драфта был закрыт досрочно. Сразу после оглашения победителя лотереи драфта вице-президент «Кавальерс» Тэд Карпер продемонстрировал клубную майку с 23-м номером и фамилией Джеймса.
26 июня 2003 года Джеймс появился на церемонии драфта в Нью-Йорке в белом костюме с белым галстуком, чтобы официально быть представленным в качестве игрока «Кливленд Кавальерс». После церемонии Джеймс пообещал «зажечь Кливленд так же, как Лас-Вегас». Владелец команды Гордон Ганд произнёс речь, в которой рассказал о том, насколько важно было для «Кавальерс» заполучить Джеймса, и какие перспективы он откроет для клуба. В Кливленде была организована праздничная вечеринка, на которую явилось свыше десяти тысяч болельщиков. Вскоре Джеймс заключил свой первый спортивный контракт. По условиям соглашения между профсоюзом игроков и владельцами команд условия контракта новичков НБА фиксированы. Так, Джеймс получил четырёхлетний контракт на сумму 12,96 млн долларов, только по завершении этих четырёх лет он мог претендовать на лучшие условия.
Джеймс не был первым игроком, выбранным прямо из школы на драфте НБА под первым номером. За два года до него «Вашингтон Уизардс» взяли центрового Кваме Брауна, ставшего одним из худших первых номеров драфта в истории. Некоторые аналитики предрекали Джеймсу такое же будущее, считая, что у него не хватит таланта, чтобы играть в НБА. Перед началом сезона Джеймс неплохо зарекомендовал себя в играх Летней лиги, где ему противостояли уже не школьники, а амбициозные игроки с опытом выступлений за университетские и профессиональные команды. Джеймс закончил турнир с показателями 15,7 очка и 4,3 передачи за игру. В некоторых матчах он играл на позиции разыгрывающего защитника. Наблюдавший игру Джеймса генеральный менеджер «Орландо Мэджик» Пэт Уильямс отметил, что у Джеймса есть три редко встречаемых качества — зрелость, талант и харизма.
В своём первом сезоне в НБА Джеймс столкнулся с тем, через что проходят все новички. Хоть он и был миллионером и звездой, традиции требовали, чтобы старшие товарищи по команде подшучивали над ним и давали ему разные унизительные поручения. Так в обязанности Джеймса входила покупка пончиков для всей команды после каждой тренировки, также ему приходилось носить багаж партнёров во время заселения в отель перед выездными матчами. Джеймс спокойно относился к подобной традиции и не пытался ей сопротивляться. В общении с журналистами он скромно отказывался от звания лидера команды, называя главными в ней ветеранов Рики Дэвиса и Жидрунаса Илгаускаса.
Дебют Леброна Джеймса в НБА состоялся 29 октября 2003 года в матче с «Сакраменто Кингз». Хотя «Кавальерс» проиграли матч со счётом 106:92, Джеймс сумел набрать 25 очков, сделать 6 подборов и отдать 9 результативных передач, доказав скептикам, что способен играть на высшем уровне. Тренер Пол Сайлас восторженно отзывался о дебюте своего игрока и пророчил ему большое будущее. Джеймс стал первым за 22 года новичком НБА, который в своём дебютном матче сумел набрать 20 очков и сделать 9 передач.
На протяжении всего сезона Джеймс заявлял о себе. Всё больше баскетболистов и тренеров, журналистов и экспертов высоко отзывались о талантах новичка. Многие отмечали его зрелую игру, не характерную для восемнадцатилетнего, его универсальность и называли будущей суперзвездой. Однако на показателях команды появление Джеймса отразилось не сразу. «Кавальерс» стартовали с пяти поражений подряд и к середине сезона подходили в нижней части турнирной таблицы. Произошедший в середине декабря 2003 года обмен Рики Дэвиса в «Бостон Селтикс» положительно сказался на личной результативности Джеймса, который стал чаще получать мяч и завершать атаки. К концу сезона Джеймс в среднем набирал 21 очко за игру, в одном матче он и вовсе набрал 41 очко. «Кавальерс» тоже заиграли лучше и до последнего месяца регулярного сезона оставались в числе претендентов на попадание в плей-офф, но провальный старт сезона не позволил «Кливленду» оказаться в числе восьми лучших команд Восточной конференции. Тем не менее по сравнению с предыдущим сезоном команда одержала на 18 побед больше, кроме того заметно повысилась средняя посещаемость домашних матчей команды — с 11 497 до 18 288 зрителей.

#### 2009/2010
В сезоне 2009/2010 в «Кливленд» пришли такие игроки, как Шакил О’Нил, Антуан Джеймисон, Энтони Паркер. Джеймс набирая в среднем 29,7 очка за матч и делая 7,3 подбора и 8,6 передачи заслужил свой второй титул Самого ценного игрока Лиги в регулярном сезоне. В играх на выбывание «Леброн и Ко» в первом раунде довольно легко обыграли «Чикаго» 4-1, затем довольно неожиданно уступили «Бостону» со счётом 2-4.

### «Майами Хит»
8 июля 2010 года Джеймс объявил в прямом эфире ESPN о подписании контракта с «Майами Хит», что вызвало бурю негодования в Огайо — вплоть до публичного сожжения маек с 23-м номером. Как сказал сам Леброн, на его решение повлияли друзья и близкие, а также желание выиграть чемпионат:

Я перехожу в «Майами» — это решение, которое я принял. Я хочу выигрывать не только в конкретных матчах, но и бороться за титулы. Основным фактором в принятии решения была возможность побеждать — сейчас и в будущем. Мое сердце навсегда останется в «Кливленде», с большим уважением отношусь ко всем, с кем удалось поработать. Я умышленно поставил себя в положение, когда можно было самому выбирать команду, рассматривая различные предложения. Это бесценный опыт.
Сразу после оглашения Леброном решения перейти в «Майами» владелец команды «Кавальерс» Дэн Гилберт через официальный сайт обратился к болельщикам с открытым письмом:

Дорогие болельщики «Кливленда», наш бывший герой, выросший на нашей земле, покинул команду. Об этом он объявил после нескольких дней самолюбования и нарциссизма в беспрецедентном телешоу. Естественно, мы разочарованы, но менеджмент клуба никогда вас не предавал и не предаст. Вы не заслужили подобного обращения и достойны лучшей доли. Хочу сделать заявление. Я лично гарантирую, что «Кливленд» выиграет чемпионат НБА раньше, чем самопровозглашённый бывший Король. У нас фантастическая мотивация, ведь некоторые люди думают, что могут, не умирая, попасть в рай. Они заблуждаются. Человек, называвший себя избранным, не должен стать примером для наших детей. Люди часто говорят о проклятии Кливленда. Дескать, здесь нереально что-то выиграть. Пусть же бывший Король увезёт с собой проклятье на юг.
Руководство НБА оштрафовало владельца «Кливленда» Дэна Гилберта за письмо, адресованное болельщикам Кливленда на 100 000 долларов.
В сезоне 2010/2011 партнёрами Джеймса по команде стали давние друзья по сборной США Дуэйн Уэйд, Крис Бош. Игроков тут же нарекли «новым Большим Трио», по аналогии трио, которое составили три года назад баскетболисты «Бостона» Гарнетт-Аллен-Пирс, сходу выиграв чемпионат НБА.
Во время матча всех звёзд НБА 21 февраля 2011 года, играя за команду востока, Джеймс сделал второй в истории матча всех звёзд трипл-дабл (29 очков, 12 подборов, 10 передач). Первый трипл-дабл в матчах всех звёзд сделал в 1997 году Майкл Джордан.
В начале апреля 2011 года Леброн Джеймс стал миноритарным владельцем футбольного клуба «Ливерпуль». Сам Джеймс сказал о том, что «мечтает о том, что сможет достичь таких успехов», каких достиг мерсисайдский клуб. Позднее баскетболист стал появляться на пресс-конференциях в атрибутике «Ливерпуля».
В сезоне 2011/12 Джеймс стал впервые в карьере чемпионом НБА. Также он получил свой третий титул MVP, набирая в среднем за матч 27.1 очка, 7,9 подборов, 6,2 передач, 1,9 перехватов и был признан самым ценным игроком финала. Леброн в составе «Dream Team» завоевал своё второе золото на Олимпийских играх. Американцы выиграли все 8 матчей, обыграв в финале испанцев. В четвертьфинальном матче против австралийцев Джеймс записал на свой счет трипл-дабл (11 очков, 14 подборов, 11 передач). Леброн Джеймс вошёл в историю, став вторым игроком НБА, после Майкла Джордана, который за один сезон сумел выиграть чемпионат НБА, титул самого ценного игрока регулярного сезона, самого ценного игрока финала и золотые медали со сборной США на Олимпиаде 2012 в Лондоне.
В начале декабря 2012 года американское издание Sports Illustrated назвало Джеймса спортсменом года. Он был признан самым ценным баскетболистом регулярного сезона НБА, стал чемпионом ассоциации, и в финале также был признан лучшим игроком, золото Олимпийских игр.
17 января 2013 года Джеймс стал самым молодым баскетболистом, преодолевшим рубеж в 20 000 очков в НБА. Эту отметку он преодолел во второй четверти матча с «Голден Стэйт Уорриорз», по итогам которого «Майами» добились победы со счётом 92:75. Джеймс стал 38-м по счёту игроком, которому удалось перешагнуть этот рубеж. Ранее самым молодым игроком, набравшим 20 000 очков в НБА, был Коби Брайант, оформивший рекорд в возрасте 29 лет и 122 дней. Джеймс побил рекорд в возрасте 28 лет и 17 дней.
По окончании регулярного чемпионата 2012/13 Джеймс в четвёртый раз был признан самым ценным баскетболистом регулярного сезона НБА, набирая 26.8 очков, 8.0 подборов, 7.3 передачи и сделав за сезон 36 дабл-даблов (личный рекорд) и 4 трипл-дабла.
Единственным игроком, которому удавалось получить четыре подобных награды в течение пяти лет, является Билл Рассел (1961, 62, 63, 65). Лишь пять игроков — Карим Абдул-Джаббар (шесть раз), Майкл Джордан (пять), Билл Рассел (пять) и Уилт Чемберлен (четыре) — получили приз MVP больше трёх раз.
120 из 121 опрошенных журналиста отдали Леброну Джеймсу первые места (в общей сложности 1207 очков). В первую пятерку по итогам голосования также вошли: форвард «Тандер» Кевин Дюрант (765), форвард «Никс» Кармело Энтони (475), разыгрывающий «Клипперс» Крис Пол (289) и защитник «Лейкерс» Коби Брайант (184). Сам Джеймс сказал, что больше хотел выиграть приз лучшему защищаемуся игроку.
5 ноября 2013 года Джеймс стал пятым игроком в истории лиги, которому удалось набирать 10 и более очков в 500 матчах подряд. Ранее подобное достижение удавалось Кариму Абдул-Джаббару, который дважды за карьеру преодолевал рубеж в 500 игр (787 и 508 матчей), Майклу Джордану (866), Карлу Мэлоуну (575) и Мозесу Мэлоуну (526).
4 апреля Леброн в матче против «Миннесоты Тимбервулвз» стал самым молодым игроком, набравшим 23 тысячи очков. Джеймс пересек эту отметку в возрасте 29 лет и 116 дней, обойдя по этому показателю защитника «Лос-Анджелес Лейкерс» Коби Брайанта, а 6 мая во втором раунде плей-офф против «Бруклина» Леброн стал третьим игроком в истории НБА, преодолевшим отметку в 4 000 очков, 900 подборов и 900 передач в плей-офф. Ранее подобного достижения добивались лишь Майкл Джордан и Коби Брайант. 12 мая Джеймс в четвёртом матче против «Бруклина» набрал 49 очков, повторив личный рекорд результативности в матчах на вылет и обновил рекорд клуба по набранным очкам в матчах плей-офф (ранее рекорд принадлежал Дуэйну Уэйду, который набрал 46 очков).

### Свободный агент 2014
В июне 2014 года Леброн Джеймс воспользовался опцией в контракте и стал неограниченно свободным агентом.

### «Кливленд Кавальерс» (2014—2018)
1 июля 2014 Джеймс расторгнул свой контракт и стал свободным агентом.
12 июля 2014 года Джеймс заключил с «Кливленд Кавальерс» двухлетнее соглашение на сумму 42,1 миллиона долларов с правом досрочного расторжения после одного сезона. Тем же летом в команду перешёл из «Миннесоты» Кевин Лав, что позволило говорить о появлении в «Кливленде» нового «Большого трио» (Леброн-Ирвинг-Лав). Кроме того, место главного тренера занял Дэвид Блатт, добившийся больших успехов на международном уровне, но никогда не работавший с командой НБА.
Начало сезона 2014/15 для «Кавальерс» вышло неудачным — при пяти победах команда потерпела 7 поражений. Затем с конца ноября по 11 декабря последовала серия из восьми побед подряд. В декабре у команды вновь наступил спад. 2 января обследование выявило у Джеймса проблемы с левым коленом и нижней частью спины. Для восстановления был разработан курс процедур, при этом Леброн две недели не принимал участие в матчах регулярного чемпионата.

Пауза в выступлениях пошла на пользу мне, но не «Кавальерс». Команда мучилась на площадке, на что мне было больно смотреть. В то же время мой организм получил столь необходимый ему отдых.

5 января 2015 года в результате трёхстороннего обмена «Кливленд» усилился игроками «Нью-Йорк Никс» Иманом Шампертом и Джей Ар Смитом в обмен на защитника Диона Уэйтерса, который стал игроком «Оклахомы Сити Тандерс». В «Нью-Йорк» перешли Лу Амундсон, Алекс Кирк и право пика второго раунда драфта 2019 года, а также Лэнс Томас из «Оклахома Сити». Затем, 1 января 2015 года «Кливленд» заполучил российского центрового Тимофея Мозгова и пик второго раунда драфта-2015 «Денвер Наггетс» в обмен на принадлежащие «Кавальерс» два защищенных пика первого раунда Драфта 2015 года полученные от «Оклахомы» и «Мемфиса». По результатам игр начиная с 15 января «Кливленд» одержал 34 победы при 9 поражениях. Команда впервые за 5 лет сумела выйти в плей-офф, закончив чемпионат с 53 победами (29 поражений). По итогам сезона Леброн набирал в среднем за игру 25.3 очка, делал 6 подборов и 7.4 передач. «Кливленд» выиграл центральный дивизион, а также занял второе место в Восточной конференции, пропустив вперед лишь «Атланту Хокс».
В первом раунде матчей на вылет «Кавальерс» уверенно переиграли «Бостон Селтикс» (4-0), но по ходу серии потеряли Кевина Лава, который получил травму плеча. Затем, «Кавалеристы» поочередно победили «Чикаго» (4-2), «Атланту» (4-0) и во второй раз в своей истории стали чемпионами Восточной конференции, выйдя в финал чемпионата НБА. Во время овертайма 1 игры финала против «Голден Стэйт Уорриорз» Кайри Ирвинг усугубил травму левого колена полученную в первом матче финала Восточной конференции плей-офф НБА и не смог продолжить матч МРТ выявила у Кайри перелом левой коленной чашечки, таким образом Ирвинг пропустил оставшиеся матчи финала, а «Кавальерс» уступили «Уорриорз» в шести матчах. По итогам финальной серии плей-офф ЛеБрон Джеймс стал первым игроком в истории НБА, который стал лидером среди всех выходивших на площадку баскетболистов сразу по очкам, подборам и передачам. Средние показатели Джеймса в финале против «Голден Стэйт» (2-4) — 35,8 очка, 13,3 подбора и 8,8 передачи.
29 июня ЛеБрон Джеймс известил руководство клуба о том, что собирается воспользоваться опцией в контракте и стать неограниченно свободным агентом. При этом Джеймс уточнил, что не планирует встречи с другими клубами и намерен заключить новое соглашение с «Кавальерс», но на более выгодных условиях.
10 июля Джеймс подписал с клубом новое соглашение по схеме 1+1 на сумму 46,9 млн долларов. Последний сезон является опцией игрока.
19 июня 2016 года привел «Кливленд» к первому в их истории чемпионству, обыграв в финальной серии «Голден Стэйт» (4-3), уступая по ходу серии 1-3, и был признан MVP финала. Впервые в истории чемпионом стала команда, уступавшая с такой разницей в финальной серии.

### «Лос-Анджелес Лейкерс» (2018—настоящее время)

#### Сезон 2018/2019: Травма и пропуск плей-офф
29 июня 2018 года Джеймс отказался от своего контракта с «Кавальерс» и стал неограниченно свободным агентом. 1 июля компания его агента Klutch Sports объявила, что он подпишет контракт с «Лос-Анджелес Лейкерс». Сделка была официально завершена 9 июля. В интервью журналу Sports Illustrated агент Джеймса Рич Пол объяснил: «В 2010 году, когда он перешёл в Майами, речь шла о чемпионствах. В 2014 году, когда он вернулся в Кливленд, речь шла о выполнении обещания. В 2018 году речь шла только о том, чтобы делать то, что он хочет делать». И хотя реакция на этот шаг была более позитивной, чем его первоначальный уход из «Кавальерс», она всё ещё оставалась смешанной, поскольку некоторые наблюдатели чувствовали, что Лос-Анджелес не был для него оптимальным местом назначения.
После подписания контракта с Джеймсом «Лейкерс» пополнили свой состав из спорной коллекции плеймейкеров и ветеранов. В результате, чтобы начать сезон 2018/19, команда изо всех сил пыталась найти эффективные сочетания игроков на площадке и записала на свой счёт только две победы в первых семи играх. В ноябре начался переворот, который включал в себя два самых сильных выступления Джеймса в сезоне. 14 ноября он записал на свой счёт 44 очка, 10 подборов и 9 передач в победном матче против «Портленд Трэйл Блэйзерс», а четыре дня спустя набрал рекордные для себя в том сезоне 51 очко, благодаря чему команде удалось одержать победу над «Майами Хит». После победы над «Голден Стэйт Уорриорз» в Рождественской игре, «Лейкерс» улучшили свой показатель показатель побед и поражений до 20-14, но Джеймс получил травму паха в этом матче. В конечном итоге он пропустил 17 матчей подряд, чего ранее никогда не случалось в его карьере, и «Лейкерс» без его участия выбыли из борьбы за плей-офф. Команда не смогла оправиться после потери лидера и квалифицироваться в плей-офф. Леброн Джеймс пропустил плей-офф впервые с 2005 года, а также это был первый раз с 2010 года, когда он не смог выйти в финал. 7 марта «Лейкерс» объявили, что Джеймс сможет проводить на площадке ограниченное количество игрового времени, а 30 марта он был официально исключён на оставшуюся часть сезона. Итоговые средние показатели Джеймса составили 27,4 очка, 8,5 подбора и 8,3 передачи за игру, и, несмотря на неполный сезон, он был в включён в третью сборную сезона НБА, не попав в первую сборную впервые за 12 лет.

#### Сезон 2019/2020: Четвёртая победа в НБА
В межсезонье «Лейкерс» назначили Фрэнка Вогеля новым главным тренером и обменяли нескольких своих молодых игроков в «Нью-Орлеан Пеликанс» на звёздного игрока Энтони Дэвиса. Значительно улучшившийся состав «Лейкерс» незамедлительно повлиял и на игру самого Леброна, который изменил свой стиль игры, выполняя исключительно роль разыгрывающего защитника и более качественно играя в защите. «Лейкерс» вместе со своим лидером Леброном Джеймсом начали сезон 2019/20, выиграв 17 матчей из первых 19, что стало лучшим стартом в истории франшизы. 25 января Джеймс обошёл легенду команды Коби Брайанта и поднялся на третье место в списке лучших снайперов в истории НБА за день до гибели Брайанта в вертолётной катастрофе. В начале марта с помощью Джеймса «Лос-Анджелес Лейкерс» обыграли «Милуоки Бакс» в матче лидеров двух конференций, за которым последовала победа над «Лос-Анджелес Клипперс». Затем сезон был приостановлен из-за пандемии COVID-19. Когда сезон возобновился в «пузыре» НБА, Джеймс назвал эту ситуацию тюремным заключением. Джеймс завершил регулярный сезон в качестве лидера лиги по количеству передач впервые в своей карьере, набрав в среднем 10,2 передачи за игру.
В плей-офф Джеймс вышел с «Лейкерс» в финал НБА, в котором обыграл свою бывшую команду «Майами Хит» в шести матчах. В четвёртый раз в своей карьере Джеймс был признан MVP финала. В возрасте 35 лет и 287 дней он стал вторым по старшинству игроком в истории НБА, выигравшим эту награду, после Карима Абдул-Джаббара, которому на момент победы в 1985 году было 38 лет и 54 дня. Джеймс стал единственным игроком, получившим приз MVP финала НБА в составе трёх команд, а также четвёртым игроком в истории, ставшим победителем НБА с тремя разными командами.

#### Сезон 2020/2021
Сезон 2020/21, сокращённый до 72 матчей для каждой команды и начавшийся 22 декабря 2020 года из-за пандемии COVID-19, начался для Леброна и «Лейкерс» после самого короткого межсезонья в истории НБА с поражения от «Клипперс» со счётом 109:116. 31 декабря 2020 года в матче против «Спёрс» (121:107) Джеймс стал первым игроком в истории НБА, набравшим 10 и более очков в 1000 матчах подряд. 13 февраля 2021 Джеймс набрал 28 очков, 9 подборов и 8 передач в матче против «Гриззлис» (115:105), а «Лейкерс» одержали седьмую победу подряд. 18 февраля в матче против «Нетс» (98:109) Джеймс стал третьим игроком в истории НБА, набравшим 35 000 очков за карьеру после членов Зала славы Карима Абдул-Джаббара и Карла Мэлоуна; в возрасте 36 лет и 50 дней он стал самым молодым игроком, достигшим этой отметки. 20 марта Джеймс подвернул ногу в матче против «Хокс», но смог реализовать трёхочковый бросок и продолжить свою серию из 10 и более очков в матче, прежде чем покинул площадку. В марте «Лейкерс» занимали вторую строчку в конференции, на две победы отставая от «Джаз», однако затем одержали 14 побед и потерпели 16 поражений в матчах без участия Дэвиса и одержали 6 побед и потерпели 10 поражений без участия Леброна, опустившись на пятое место. Джеймс вернулся 30 апреля, пропустив 20 матчей, что стало самым долгим отсутствием в его карьере.
В мае Джеймс вновь выбыл из игры после того, как не смог продолжить матч против «Рэпторс», но вернулся на две последние игры и завершил регулярный сезон, набирая в среднем 25 очков, 7,7 подборов и 7,8 передач и реализовав 51,3 % бросков за 45 матчей; этот сезон стал для него 17-м подряд, в котором он набирал в среднем 25 и более очков за матч, что является рекордом НБА. В этом сезоне, в котором Джеймс пропустил 27 матчей из-за травмы, «Лейкерс» одержали 42 победы при 30 поражениях и финишировали на 7-м месте в Западной конференции и квалифицировались в раунд плей-ин, где встречались с занявшими восьмое место «Уорриорз». «Лейкерс» одержали победу со счётом 103:100, Джеймс реализовал трёхочковый бросок на последней минуте и вывел свою команду вперёд, сделав трипл-дабл из 22 очков, 11 подборов и 10 передач, а также совершив 2 перехвата и 1 блок-шот. Его бросок с 10 метров в завершении владения стал для него самым дальним попаданием в сезоне, а также самым дальним попаданием, которое вывело его команду вперёд в последние три минуты матча в его карьере.
В первом раунде плей-офф «Лейкерс» встречались с занявшими второе место «Санз», а Джеймс впервые в карьере не имел преимущества домашней площадки в стартовом раунде. «Лейкерс» вели в серии 2-1 перед тем, как Дэвис получил травму паха в четвёртой игре, в которой Джеймс набрал 25 очков (наивысший показатель в игре), реализовав 10 бросков из 21, 12 подборов и 6 передач. «Лейкерс» уступили «Санз» в шести матчах, а Джеймс впервые в своей карьере выбыл в первом раунде плей-офф. В этой серии Джеймс набирал в среднем 23,3 очка за игру, что стало четвёртым среди худших результатов в серии плей-офф в его карьере и худшим результатом после финала восточной конференции 2014 года, где он набирал 22,8 очка за игру. По итогам сезона Джеймс в 17-й раз подряд был включён в сборную всех звёзд, увеличив свой рекорд. Он был включён во вторую сборную всех звёзд в третий раз в карьере.

#### Сезон 2021/2022
19 ноября 2021 года Джеймс был оштрафован на 15 000 долларов за непристойный жест, который он сделал 17 ноября после реализованного броска в конце овертайма победного матча против «Индианы Пэйсерс» на их домашней площадке (124:116). Он также получил предупреждение от НБА за использование ненормативной лексики во время обсуждения его предыдущего отстранения в интервью ESPN после победы над «Пэйсерс». 21 ноября 2021 года в матче против «Детройт Пистонс» (121:116) Джеймс был удалён с площадки в третьей четверти после стычки с Айзеей Стюартом. Это был второй раз в карьере Джеймса, когда он был удалён с площадки по ходу матча. Кроме того, он был дисквалифицирован на один матч за свои действия. В следующих 16 матчах Джеймс набирал в среднем 30,4 очков, 8,9 подборов, 6,3 передач, 1,6 перехватов и 1,4 блок-шотов за игру, реализуя 54 процента бросков, а также оформил 100-й трипл-дабл в карьере и стал третьим игроком в истории НБА, достигшим отметки 36 000 очков за карьеру. За этот период он провел 35 процентов времени на площадке на позиции центрового.

#### Сезон 2022/2023
18 августа 2022 года Джеймс повторно подписал с «Лос-Анджелес Лейкерс» двухлетний контракт на сумму 97,1 миллиона долларов. Продление контракта сделало Джеймса самым высокооплачиваемым спортсменом в истории НБА с 528,9 миллионами долларов, превзойдя Кевина Дюранта по доходам за всё время.
В матче против «Сан-Антонио Спёрс» Джеймс набрал 39 очков и преодолел отметку в 45 000 набранных очков за карьеру, включая матчи плей-офф, что является лучшим результатом в истории НБА.

#### Сезон 2023/2024
24 декабря 2023 года в матче против «Оклахома-Сити Тандер» Леброн Джеймс стал первым игроком в истории НБА, набравшим 40 очков в своем 21-м сезоне в лиге.

#### Сезон 2024/2025
23 октября 2024 года впервые в истории НБА в матче за одну команду сыграли вместе отец и сын — Леброн и Бронни Джеймс выступили в составе «Лос-Анджелес Лейкерс» против «Миннесоты Тимбервулвз», встреча закончилась со счетом 110:103.
28 ноября 2024 года в матче против «Сан-Антонио Сперс» Леброн Джеймс обошел Тима Данкана и поднялся на 2-е место по количеству побед в НБА с учетом плей-офф (1159).
1 декабря в победе над «Ютой Джаз» (105:104) он достиг отметки в 15 000 заброшенных бросков за карьеру, став вторым игроком, достигшим этого рубежа, после Карима Абдул-Джаббара.
7 декабря 2024 года в проигранном матче с клубом «Атланта Хокс» (132:134) Леброн Джеймс и Энтони Дэвис повторили достижение Кобе Брайанта и Шакила О’Нила, оформив по дабл-даблу с 35 и более набранными очками. На счету Джеймса 39 очков, 10 подборов и 11 передач, Дэвиса – 38 очков, 10 подборов и 8 передач. 19 декабря Джеймс обошел Абдул-Джаббара по количеству сыгранных минут в регулярном чемпионате и занял первое место за всю историю НБА. 
26 декабря 2024 года после победы над «Голден Стэйт Уорриорз» Джеймс занял первое место по победам в рождественских играх (11), обогнав бывшего одноклубника по «Майами Хит» Дуэйна Уэйда. Джеймс также обновил рекорд по участию в матчах в этот праздник (19). 
20 января 2025 года в матче против «Лос-Анджелес Клипперс» Леброн Джеймс сравнялся со Скотти Пиппеном и вышел на 7-е место по количеству перехватов за карьеру в НБА (2307). 28 января 2025 года в матче против «Филадельфии Севенти Сиксерс» Леброн Джеймс совершил один перехват и поднялся на 6-е место по количеству перехватов за карьеру (2311). 9 апреля 2025 года после матча против «Даллас Маверикс» Джеймс обошел Карима Абдул-Джаббара и вышел на 2-е место в истории НБА по количеству проведенных игр (1561) в регулярных сезонах, уступая только Роберту Пэришу (1611).  
24 апреля 2025 года Леброн Джеймс обновил собственный рекорд в списке самых возрастных игроков, набравших минимум 35 очков в игре плей-офф, набрав 38 очков в матче плей-офф против «Миннесоты Тимбервулвз» в 40 лет. 27 апреля 2025 года в четвертом матче против «Тимбервулвз» Джеймс набрал 27 очков, 12 подборов, 8 передач, 3 перехвата и 3 блока. Он смог выйти на 9-е место по блокам в карьере за всю историю плей-офф (282) и на третье место по количеству дабл-даблов в плей-офф (144), уступая только Мэджику Джонсону (157) и Тиму Данкану (164).  

#### Сезон 2025/2026
29 июня 2025 года стало известно, что Леброн Джеймс воспользуется опцией игрока в своем контракте и останется в «Лейкерс» на сезон 2025/26, заработав за него 52,6 миллиона долларов.

## Карьера в сборной
Джеймс дебютировал за сборную США на Олимпийских играх 2004 года в Афинах. На турнире он был в основном запасным игроком, проведя в среднем 14,6 минуты за игру и набрав 5,8 очков и 2,6 подборов в восьми матчах. Сборная США завершила соревнования с бронзовой медалью, став первой баскетбольной командой США, вернувшейся домой без золотых медалей с тех пор, как в сборную стали активно вызываться игроки НБА. Джеймс чувствовал, что из-за ограниченного игрового времени ему не дали «честной возможности играть». Его поведение во время Олимпийских игр было описано обозревателями как «неуважительное» и «неприятное».
На чемпионате мира 2006 года в Японии Джеймс взял на себя большую роль в команде США, в среднем набирая 13,9 очка, 4,8 подбора и 4,1 передачи за игру в качестве вице-капитана. Команда закончила турнир с соотношением побед и поражений 8-1, выиграв ещё одну бронзовую медаль. Поведение Джеймса было снова поставлено под сомнение, на этот раз товарищем по команде Брюсом Боуэном, который выразил недовольство Джеймсу во время тренировки относительно его обращения с сотрудниками.
Прежде чем вызвать Джеймса в Олимпийскую сборную 2008 года, управляющий директор сборной США Джерри Коланжело и тренер Майк Кшижевски поставили Джеймсу ультиматум улучшить своё поведение, и он прислушался к их совету. На чемпионате Америки 2007 года он в среднем набирал 18,1 очка, 3,6 подбора и 4,7 передачи за игру, включая 31 очко в матче против Аргентины, самое большое количество очков, когда-либо набранное американцем в Олимпийской квалификации. Сборная США одержала победу во всех 10 матчах на турнире, завоевав золотую медаль и квалифицировавшись на Олимпийские игры 2008 года в Пекине. Джеймс улучшил своё поведение и добавил команде необходимый опыт, сказав: «Я не думаю, что в 2004 году мы понимали, что значит надеть форму США и представлять всех людей, живущих в этой стране. Но мы точно понимаем это сейчас». На Олимпийских играх сборная США не потерпела ни одного поражения, завоевав свою первую золотую медаль с 2000 года. В финальном матче против сборной Испании Джеймс набрал 14 очков, сделал 6 подборов и отдал 3 передачи.
Джеймс не вызывался в сборную на чемпионат мира 2010 года, но вновь присоединился к ней на Олимпийских играх 2012 года в Лондоне. Он стал лидером команды вместе с Коби Брайантом. Джеймс хорошо действовал как в нападении, так и в обороне. Во время игры против сборной Австралии он сделал первый трипл-дабл в истории сборной США на Олимпийских играх, набрав 11 очков, 14 подборов и 12 передач. Сборная США выиграла свою вторую подряд золотую медаль, вновь обыграв сборную Испании в финальном матче. Джеймс набрал в этом матче 19 очков и стал лучшим снайпером в истории мужской сборной США. Он также присоединился к Майклу Джордану в качестве единственного игрока, выигравшего награду MVP НБА, чемпионат НБА, MVP финала НБА и золотую олимпийскую медаль за один год.
1 июля 2021 года было объявлено о том, что Джеймс завершил карьеру в сборной США. Однако спустя три года он вернулся в сборную для участия в Олимпийских играх в Париже. Вместе с теннисисткой Кори Гауфф Джеймс был выбран в качестве знаменосца команды США на церемонии открытия. На протяжении турнира игрок являлся одним из лидеров команды по числу подборов и передач. Он записал на свой счёт трипл-дабл в полуфинальном матче со сборной Сербии, заработав 16 очков и совершив 12 подборов и 10 передач. 10 августа 2024 года 39-летний Джеймс завоевал свою третью золотую медаль на Олимпийских играх, обыграв в финале сборную Франции. Он получил награду самого ценного игрока олимпийского баскетбольного турнира и завершил турнир с показателями 14,2 очка, 6,8 подбора, 8,5 передачи и 1,3 перехвата в среднем за матч.

## Характеристика игрока
Рост Джеймса составляет 206 см, а вес — 113 кг. Он играл большую часть своей карьеры на позиции лёгкого форварда и тяжёлого форварда, но также мог быть задействован и на других позициях, когда это было необходимо. Его стиль игры, атлетичный и разносторонний, вызывал сравнение Джеймса с членами Зала славы Оскаром Робертсоном, Мэджиком Джонсоном и Майклом Джорданом. По состоянию на июнь 2019 года карьерная статистика Джеймса составляет в среднем 27,2 очка, 7,4 подбора, 7,2 передачи, 1,6 перехвата и 0,8 блок-шота за игру. С 2011 года Леброн Джеймс признан лучшим игроком НБА по версии ESPN и Sports Illustrated.

### Нападение
Будучи 18-летним новичком, Джеймс был лидером «Кавальерс» по очкам. Он стал самым молодым игроком в истории, набравшим 30 000 очков за карьеру. Во время своего первого пребывания в «Кливленде» он в основном использовался в качестве поинтфорварда, и хотя его игра была ориентирована на броски издали, он зарекомендовал себя как один из лучших слэшеров и завершителей в баскетболе. Сочетание его скорости, быстроты и антропометрических данных часто создавало проблемы в матче для команд противника, потому что он был способен проходить как через высоких защитников, так и через низких. Однако в это же время Джеймса часто критиковали за отсутствие надёжного броска в прыжке или игры под кольцом. Команды попытались использовать эти слабые стороны, предоставляя ему место вдали от кольца и заставляя его довольствоваться лишь трёхочковыми и дальними двухочковыми бросками. Эта стратегия была широко использована тренером «Сан-Антонио Спёрс» Греггом Поповичем в финале 2007 года, когда Джеймс реализовал только 36 процентов своих бросков с игры в четырёх матчах.
Тренер «Майами Хит» Эрик Споэльстра сменил роль Джеймса на более нетрадиционную. Джеймс стал больше времени играть под кольцом и улучшил своё умение выбирать момент для броска и точность бросков в прыжке. Вслед за этими улучшениями общая эффективность бросков и количество очков Джеймса выросли до исторически высоких показателей. В это время Том Хаберстро из ESPN называл штрафные броски Джеймса его самой большой слабостью. По возвращении в «Кавальерс» игра Джеймса претерпела едва заметное снижение качества в силу возраста. Его средние показатели стали самыми низкими с момента его первых сезонов. Его броски также временно стали менее точными, и он ненадолго занял место худшего игрока по точности дальних бросков. Но несмотря на это, он оставался элитным атакующим игроком, который обыгрывал оборону соперника с помощью контроля тела, силы и различной скорости атаки.
На протяжении большей части своей карьеры Джеймс играл роль основного разыгрывающего в своей команде. Его способность к игре на данной позиции обычно считается одним из его главных навыков, и некоторые аналитики причисляют его к величайшим распасовщикам в истории НБА. Используя свои габариты, зрение и отвлечение защитников на себя, Джеймс создаёт моменты для своих товарищей по команде точными передачами. Его поразительная склонность находить открытого игрока заставила команды НБА включить некоторые элементы зонной защиты в свои схемы, чтобы не оставлять партнёров Джеймса открытыми. В начале карьеры Джеймса его критиковали за то, что он часто отдавал передачу, когда это не было необходимо; в частности, за передачу вместо броска на последних секундах матча при минимальной разнице очков между соперниками. Однако по мере продвижения его карьеры, игра Джеймса в концовках матчей оценивалась более положительно.

### Защита
В начале своей карьеры в НБА Джеймс считался плохим защитником, но с годами он неуклонно совершенствовался. К 2009 году он стал часто совершать успешные блок-шоты. В «Майами Хит» он превратился в более разностороннего игрока обороны, и команда полагалась на него, обороняясь всеми пятью игроками. Наряду с Шейном Баттье и Дуэйном Уэйдом «Майами» использовал Джеймса в сверхагрессивной оборонительной схеме. Начиная с 2014 года, некоторые аналитики отмечали спад в его игре в защите, происходивший из-за недостаточных усилий и ожидаемого влияния возраста. Во время его второго пребывания в «Кливленде» его игра в защите постепенно ухудшалась. После неточных передач в нападении он часто медленно возвращался в оборону, жалуясь судьям; он меньше помогал в отборе мяча и был менее агрессивен в пик-н-роллах. Сам Джеймс признался, что время от времени выключался из игры, называя такой подход «режимом отдыха». Однако в плей-офф уровень и качество его игры в защите заметно повышались.

## Наследие
Благодаря Джеймсу школа, в которой он выступал, стала одной из самых известных и узнаваемых в НБА за всё время. В свой первый сезон в НБА он был признан новичком года. По состоянию на 2023 год, он был включён в сборную сезона НБА 19 раз, больше всех в истории, и 13 раз был включён в первую сборную сезона, что также является рекордом НБА. Помимо Джеймса, четырежды награду MVP сезона НБА выигрывали только Карим Абдул-Джаббар, Уилт Чемберлен, Майкл Джордан и Билл Расселл; Джеймс и Рассел являются единственными игроками, которые выиграли четыре награды MVP за пять лет. Джеймс также четырежды признавался MVP финала НБА, что является вторым показателем в истории, и входил в сборную всех звёзд защиты каждый сезон с 2009 по 2014 год. Хотя Джеймс никогда не получал награду лучшего оборонительного игрока, он дважды занимал второе место в голосовании на эту награду. Его команды десять раз выходили в финал и выиграли четыре чемпионата НБА. Некоторые аналитики критиковали его за то, что у него нет больше побед в финале, в то время как другие защищали его, утверждая, что Джеймс обычно выступал хорошо, но его команды потерпели поражения от превосходящих их соперников.
Джеймс считается одним из величайших баскетболистов всех времён. В феврале 2016 года он занял пятое место по версии Sports Illustrated; в марте 2016 года он занял третье место по версии ESPN; в феврале 2017 года он занял второе место по версии CBS Sports; в декабре 2017 года он занял второе место по версии Fox Sports; в феврале 2018 года он занял второе место по версии Slam Magazine; а в 2019 году он занял второе место по версии Bleacher Report. 29 декабря 2019 года агентство Associated Press назвало Джеймса спортсменом десятилетия 2010-х годов среди мужчин.
Джеймса часто называют лучшим баскетболистом в истории, из-за чего его часто сравнивают с Майклом Джорданом. Ашиш Матур из ClutchPoints заявил: «Джордан и Леброн повсеместно признаны двумя величайшими баскетболистами всех времён». В интервью Sports Illustrated Джеймс признал, что его мотивацией всегда было превзойти Джордана как величайшего игрока. В феврале 2018 года сайт Билла Симмонса, The Ringer, провёл целую неделю, посвящённую обоим игрокам. В конечном счёте Симмонс пришёл к выводу, что Джордан всё ещё превосходит Леброна. В опросах общественного мнения Джеймс занимает второе место после Джордана. Результаты сильно коррелируют с возрастом опрошенных, причём пожилые голосующие чаще выбирают Джордана. Журналисты издания Business Insider заявили: «Данные свидетельствуют о том, что более молодые, более увлечённые поклонники НБА склоняются к Джеймсу, поскольку он всё ещё играет. Старшие поколения, которые видели, как играет Джордан, сегодня меньше склоняются к Джордану». Говоря о Джеймсе как о лучшем претенденте на статус Джордана как величайшего баскетболиста всех времён, Сэм Куинн из CBS Sports заявил, что вероятность ошибки там, где замешан Джордан, чрезвычайно мала, и преимущество Джордана 6-4 по выигранным чемпионатам НБА имеет значительный вес.

## Личные рекорды
- 3 марта 2014 года в игре против «Шарлотт Бобкэтс» Джеймс набрал 61 очко[231], тем самым став 22-м баскетболистом, кому покорился 60-очковый рубеж.
- 17 июня 2015 Джеймс стал первым игроком в истории НБА, который по итогам финальной серии плей-офф (против «Голден Стэйт Уорриорз») стал лидером среди всех выходивших на площадку баскетболистов сразу по очкам, подборам и передачам (как и годом позже в финале 2016 против той же команды). Средние показатели Джеймса в финале против «Голден Стэйт» — 35,8 очка, 13,3 подбора и 8,8 передачи.
- Самый молодой игрок, набравший 38 000, 37 000, 36 000, 35 000, 34 000, 32 000, 30 000, 28 000, 25 000, 20 000, 15 000, 10 000 очков.
- 25 февраля 2015 года Джеймс установил рекорд НБА по количеству передач для форвардов — 6142.
- Стал вторым после Майкла Джордана, кто сделал трипл-дабл на матче всех звёзд (в 2011 году).
- Самый молодой MVP матча всех звёзд (21 год, 51 день).
- 15 января 2016 года. Эксперты канала ESPN в результате длительного голосования выбрали Топ-100 игроков НБА всех времен. Журналисты основывались на уровне игры, который кандидаты демонстрировали на пике, а также общей ценности их карьер. После списка десяти лучших разыгрывающих и атакующих защитников канал представил Топ-10 легких форвардов всех времен. Рейтинг возглавил 4-кратный MVP Леброн Джеймс из «Кливленда».
- Леброну Джеймсу принадлежат сразу три рекорда плей-офф НБА: он является самым молодым баскетболистом НБА, набравшим 3000 очков, установив этот рекорд в плей-офф 2012 года, в возрасте 27 лет, в плей-офф 2014 года, в 29 лет, стал самым молодым баскетболистом, набравшим 4000 очков, а уже в следующем плей-офф, в возрасте 30 лет, он стал самым молодым баскетболистом, набравшим 5000 очков, во всех трёх случаях побив результаты Коби Брайанта.
- Леброн Джеймс единственный игрок НБА, который за всю историю выступлений в плей-офф имеет линейку из 5000 очков, 1500 подборов и 1000 передач.
- Леброн Джеймс реализовал 172 бросков с игры в матчах всех звёзд НБА, что является рекордом матча всех звёзд НБА.
- 15 сезонов в карьере выдерживает линию «25+6+6+1». Лишь Ларри Бёрд, Майкл Джордан и Лука Дончич смогли сделать это больше одного раза — в четырёх, трёх и двух сезонах соответственно.
- В активе у Леброна значатся 37 встреч, в которых он был лидером по всем показателям в нокаут-раунде, — и это абсолютно лучший результат в истории НБА. Второе место занимает Ларри Бёрд — 13.
- Джеймсу принадлежит наибольшее кол-во званий лучшего игрока недели — 64 раза.
- 20 мая 2016 Леброн Джеймс совершил 13-й трипл-дабл в плей-офф с как минимум 20-ю очками на счету, тем самым превзошёл показатель Мэджика Джонсона (12). Это новый рекорд в истории лиги. Также этот трипл-дабл стал, в общей сложности, 15-м в карьере Джеймса в плей-офф НБА. Это второй показатель в истории лиги, 1-й Мэджик Джонсон (30).
- Леброн Джеймс — единственный игрок в истории, который входит в десятку лучших игроков по набранным очкам, перехватам, передачам, подборам и трёхочковым в матчах плей-офф.
- Леброн Джеймс в матчах всех звёзд НБА выбирался, играл в стартовом составе и участвовал в матчах всех звёзд по 19 раз, каждое из которых является рекордом матчей всех звёзд НБА.
- 14 июня 2016 года, в 5-й игре финала НБА, дуэт Леброна Джеймса и Кайри Ирвинга стал первым дуэтом в истории НБА, где два одноклубника набрали по 40+ очков. Леброн (41 очко(16-30 с игры, 4-8 из-за дуги, 5-8 с линии штрафных), 16 подборов, 7 передач, 3 перехвата, 3 блок-шота, 2 потери, Кайри — 41 очко (17-24 с игры, 5-7 из-за дуги, 2-2 с линии штрафных), 6 передач, 3 подбора, 2 перехвата и 1 блок-шот.
- Леброн Джеймс стал первым игроком с 2001 года, после Шакила О’Нила, которому удалось записать на свой счет 40+ очков, 15+ подборов и 5+ результативных передач в матче финала НБА.
- Наибольшее кол-во игр в финале с 40+ очками и 10+ передачами (3 игры).
- 20 июня 2016 Леброн Джеймс совершил первый, с 1988 года, трипл-дабл в 7-м матче финала НБА (Джеймс Уорти), а также этот трипл-дабл стал для него седьмым в финале НБА, это второй показатель в истории (Мэджик Джонсон — 8).
- Леброн Джеймс, Карим Абдул-Джаббар и Кавай Леонард единственные игроки в истории НБА, которые выиграли MVP финала с несколькими командами.
- Леброн Джеймс единственный игрок в историй НБА,который выигрывал MVP финала НБА в трёх разных командах.
- Первый человек в истории НБА, который по итогам финальной серии лидирует по 5 основным показателям: очки, подборы, ассисты, перехваты, блок-шоты.
- Леброн Джеймс является лидером по минутам в матчах всех звёзд НБА.(509)
- Леброн первый игрок Кливленда, который забросил 1000 трёхочковых.
- Форвард «Кливленда» Леброн Джеймс в матче против «Шарлотт» отдал 7000-ю результативную передачу в своей карьере. Тем самым Джеймс стал первым игроком в истории, набравшим за карьеру 27 000 очков, 7 000 подборов и 7 000 передач.
- ЛеБрон Джеймс стал первым игроком в истории НБА, которому удалось добиться выступления в финале НБА как минимум 4 раза в составе двух команд.
- Леброн Джеймс (5989) в матче плей-офф, против «Бостон Селтикс» стал самым результативным скорером в истории плей-офф НБА, обойдя Майкла Джордана.
- ЛеБрон Джеймс в плей-офф 2017 набрал 275 очков. Это большее количество очков, набранных одним игроком за 8 игр, после Майкла Джордана в 1992 году (291 очко).
- Джеймсу принадлежит рекорд лиги по количеству «сухих» побед в сериях плей-офф — 11.
- Победа «Кливленда» над «Торонто» во втором раунде (4-0) стала 31-й победой ЛеБрона Джеймса в сериях плей-офф. Таким образом, форвард «Кавальерс» обошёл легендарного Майкла Джордана по количеству победных серий плей-офф (30).
- Леброн Джеймс лучший снайпер в возрасте от 32+ лет в первых семи играх. Форвард в среднем набирал 34.3 очка за игру.
- Леброн Джеймс является единственным игроком с 10000 очками, 10000 подборами и 10000 передачами.
- 23 января 2018 года в матче регулярного сезона НБА против «Сан-Антонио Спёрс» Леброн Джеймс преодолел рубеж в 30000 набранных очков за карьеру, став самым молодым (33 года и 24 дня) игроком в этой номинации и сместив Коби Брайанта (достиг 30000 очков в 34 года и 104 дня)[232].
- Леброн Джеймс вышел на 5 место в историй НБА по количеству трипл-даблов. Всего за всю карьеру Леброн сделал 106 трипл-даблов[233].
- Леброн Джеймс находится на 2 месте в историй НБА по количеству трипл-даблов в плей-офф НБА.Всего он сделал 28 трипл-даблов, отставая лишь от Мэджика Джонсона(30).
- 7 февраля 2023 года в матче против Оклахома-Сити Тандер 38-летний Леброн Джеймс стал лучшим снайпером в истории НБА, превысив достижение Карима Абдул-Джаббара, установленное в 1989 году.
- Леброн Джеймс является рекордсменом по включению в сборную всех звёзд НБА.Он включался 18 раз, из них 13 в первую сборную всех звёзд, что тоже является рекордом НБА.
- Леброн Джеймс является рекордсменом по количеству потерь мячей в НБА и занимает 1 место среди всех игроков НБА.
- ЛеБрон является рекордсменом в истории НБА по количеству проведенных матчей плей-офф (270).Ни одну игру за 20-летную карьеру он не пропускал из-за травм.
- Леброн Джеймс побил рекорд по количеству реализованных двухочковых бросков в плей-офф НБА, ранее принадлежавший легендарному Кариму Абдул-Джаббару.
- Леброн больше всех побеждал в сериях плей-офф НБА за всю его историю(41), обойдя по этому показателью Дерека Фишера.

## Вне баскетбола

### Личная жизнь
Со старшей школы Леброн состоит в отношениях с Саванной Бринсон. Их отношения продолжились и после школы. В канун нового 2012 года и 27-го дня рождения Джеймса они обручились. Свадьба состоялась 14 сентября 2013 года в Сан-Диего, на частной церемонии присутствовало около двухсот гостей. У них двое сыновей: Леброн Джеймс-младший (р. 06.10.2004) и Брайс Максимус Джеймс (р. 14.06.2007), а также дочь Жури Джеймс (р. 22.10.2014).
Во время выступлений за «Майами Хит» Джеймс жил в районе Кокосовая роща, где купил трёхэтажный особняк стоимостью 9 миллионов долларов с видом на залив Бискейн. В ноябре 2015 года Джеймс купил особняк площадью 9 350 квадратных футов (870 м2) в Брентвуде, Лос-Анджелес, примерно за 21 миллион долларов. Джеймс владеет ещё одним домом в Брентвуде, который он приобрёл за 23 миллиона долларов в декабре 2017 года.
В январе 2009 года врачи Кливлендской клиники обнаружили нарост на правой стороне челюсти Джеймса. Результаты биопсии показали, что у Джеймса развилась доброкачественная опухоль челюсти, в частности, околоушной железы, для удаления которой потребовалась 5-часовая операция 2 июня после окончания выступления «Кавальерс» в плей-офф НБА 2009 года.
В интервью в телешоу «60 минут» с корреспондентом Стивом Крофтом, которое вышло в эфир 29 марта 2009 года, Джеймс назвал Коби Брайанта лучшим игроком НБА на тот момент. Позже, в 2015 году, Джеймс выступил в СМИ, заявив, что сожалеет о том, что не сыграл против Коби в финале НБА 2009 года. Джеймс заявил: «Я не выполнил свою часть сделки в 2009 году для фанатов, для нас, чтобы мы встретились в финале. Я знаю, что мир хотел это увидеть. Я хотел этого, мы хотели этого. Он выполнил свою часть, а я не выполнил свою, я ненавижу это. Я ненавижу, что этого не произошло».
Джеймс спас жизнь Кармело Энтони, вытащив его из воды во время лодочной экскурсии на Багамах с Дуэйном Уэйдом и Крисом Полом, когда Энтони отнесло течением от лодки. Энтони описал этот инцидент в Instagram Live в марте 2020 года.
Джеймс вкладывает значительные средства в своё здоровье. Сообщается, что он тратит 1,5 миллиона долларов в год на оплату услуг личных поваров и тренеров, а также на физические восстановительные процедуры. У него тяжёлый режим тренировок и диетические привычки, которые некоторые считают нетипичными для топ-спортсмена. Тристан Томпсон заявил, что Джеймс ест десерты во время каждого приёма пищи. Кайл Корвер утверждает, что в фитнесе Джеймсу нет равных.

### Публичный образ
К 2015 году многие люди, включая его коллег-игроков НБА, считали Джеймса «лицом НБА». Его взгляды и мнения оказали значительное влияние на людей, которые принимают важные решения в лиге; например, в 2014 году он попросил комиссара Адама Сильвера увеличить продолжительность перерыва на Матч всех звёзд, и эта просьба была удовлетворена в следующем сезоне. 13 февраля 2015 года Джеймс был избран первым вице-президентом Национальной ассоциации баскетболистов.
На протяжении всей своей карьеры Джеймс признавался Forbes одним из самых влиятельных спортсменов в мире, а в 2017 году издание Time включило его в список 100 самых влиятельных людей в мире. Во время своего первого пребывания в «Кавальерс» он был обожаем местными болельщиками, и компания Шервин-Уильямс вывесила гигантский баннер производства Nike с изображением Джеймса на своих штаб-квартирах. Несмотря на симпатии болельщиков «Кавальерс» к Джеймсу, они и критики Леброна часто были недовольны, когда во время посещений бейсбольных матчей «Кливленд Индианс» против «Нью-Йорк Янкис» он появлялся в кепке «Янкис». После его действий в период, когда он был свободным агентом в 2010 году, он был внесён в список самых нелюбимых спортсменов в США. К 2013 году его имидж восстановился, и издание ESPN вновь писало о нём как о самом популярном игроке в НБА. В 2014 году он был назван самым популярным спортсменом в Америке среди мужчин. Джерси с фамилией Джеймса шесть раз признавались самыми продаваемыми.
В марте 2008 года Джеймс стал первым темнокожим мужчиной и третьим мужчиной в целом после Ричарда Гира и Джорджа Клуни, появившимся на обложке журнала Vogue.
Во время протестов в Гонконге в 2019—2020 годах Джеймс вызвал неоднозначную реакцию в обществе своим заявлением, сделанным им по поводу ныне удалённого твита Дэрила Мори, в котором Мори выразил поддержку продемократическому движению в Гонконге. Джеймс сказал, что Мори был «дезинформирован».

### Медийная фигура и деловые интересы
Джеймса представляет агент Рич Пол из Klutch Sports. Его первым агентом был Аарон Гудвин, с которым он прекратил сотрудничество в 2005 году, чтобы его агентом стал Леон Роуз. Роуз присоединился к Creative Artists Agency (CAA) в 2007 году, его коллегой был агент CAA Генри Томас, который представлял Дуэйна Уэйда и Криса Боша, благодаря чему смог осуществить переход Джеймса в «Майами Хит» в 2010 году. Джеймс покинул CAA в 2012 году, и его агентом стал Рич Пол. Джеймс и его друзья детства Пол, Маверик Картер и Рэнди Мимс основали агентскую и спортивно-маркетинговую компанию LRMR после того, как Джеймс прекратил сотрудничество с Гудвином. LRMR занимается маркетингом Джеймса.
На протяжении всей своей карьеры Джеймс придерживался уникального подхода к своим контрактам в НБА, обычно предпочитая подписывать краткосрочные сделки, чтобы максимизировать свой потенциал заработка и гибкость; например, в 2006 году он и «Кавальерс» договорились о продлении контракта на три года на сумму 60 миллионов долларов вместо четырёхлетнего максимума, поскольку это давало ему возможность увеличить сумму контракта в качестве неограниченно свободного агента после сезона 2010 года. Этот ход в конечном счёте позволил Джеймсу, Дуэйну Уэйду и Крису Бошу вместе подписать контракт с «Майами Хит». Во время своего второго пребывания в «Кливленде» он начал отказываться от новых контрактов и переподписывать их после каждого сезона, чтобы воспользоваться всё увеличивающимся потолком зарплат. В 2016 году он подписал с «Кавальерс» трёхлетний контракт, впервые в своей карьере став самым высокооплачиваемым игроком лиги.
Джеймс подписал множество рекламных контрактов с такими компаниями как Audemars Piguet, Кока-кола, Dunkin' Brands, McDonald's, Nike, State Farm Insurance и Beats Electronics. После выпуска из средней школы, за него развязалась трёхсторонняя тендерная война между Nike, Reebok и Adidas. В конечном итоге Джеймс подписал контракт с Nike примерно на 90 миллионов долларов. Его фирменные кроссовки хорошо зарекомендовали себя для Nike. В 2011 году Fenway Sports Group стала единственным глобальным маркетологом его прав, и в рамках сделки ему был предоставлен миноритарный пакет акций футбольного клуба Английской Премьер-лиги «Ливерпуль», болельщиком которого он является. После согласования зарплаты Джеймса и рекламных доходов он был включён в список самых высокооплачиваемых спортсменов мира. В 2013 году он превзошёл Коби Брайанта как самого высокооплачиваемого баскетболиста в мире, заработав 56,5 миллиона долларов. В 2014 году Джеймс получил прибыль более чем в 30 миллионов долларов после того, как компания Apple приобрела Beats Electronics; первоначально он заключил сделку, чтобы получить небольшую долю в компании в обмен на продвижение своих наушников. В 2015 году он занял шестое место среди самых высокооплачиваемых спортсменов, и третье место в 2016 году (после Криштиану Роналду и Лионеля Месси). Джеймс заявил, что хотел бы в будущем владеть командой НБА, проводя при этом политику невмешательства. В 2011 году Джеймс стал соучредителем дизайнерского розничного магазина UNKNWN в Майами, штат Флорида.
Джеймс и комик Джимми Киммел были совладельцами премии ESPY Awards 2007. Из других комедийных мероприятий он принимал участие в премьере 33-го сезона шоу Saturday Night Live. Он также попробовал свои силы в актёрской игре, появившись в эпизодической роли в сериале HBO «Красавцы». В 2015 году он сыграл самого себя в фильме Джадда Апатоу «Девушка без комплексов», в результате чего получил положительные отзывы за свою роль. В том же году цифровая видеокомпания Джеймса «Uninterrupted», получила $15,8 млн от Warner Bros. Entertainment и Turner Sports в качестве помощи в расширении усилий компании по доведению контента, созданного спортсменами, до поклонников.
Джеймс и его деловой партнёр Маверик Картер владеют продюсерской компанией SpringHill Entertainment, первой работой которой стал документальный фильм «Больше, чем игра», вышедший в 2009 году и повествующий о школьных годах Джеймса. Сериалы производства SpringHill включают в себя игровое шоу The Wall от NBC, спортивную документалистику «Becoming» от Disney XD, ситком «Раскаяния выжившего» и анимационный веб-сериал «The LeBrons». В 2016 году на канале CNBC шло импровизированное шоу «Cleveland Hustles», организованное Джеймсом, где четыре перспективных предпринимателя из Северного Огайо будут финансироваться при условии оживления района в Кливленде. На Международном кинофестивале в Торонто в 2017 году 60-минутный документальный фильм Винса Картера под названием «Эффект Картера» был спродюсирован Джеймсом и Мавериком Картером вместе с рэпером Дрейком. В феврале 2018 года было объявлено, что продюсерская компания Джеймса выпустит новый фильм в серии «Домашняя вечеринка», где Джеймс, как ожидается, сыграет эпизодическую роль. Позже в том же месяце журналист Fox News Лора Ингрэм сказала Джеймсу, чтобы он «заткнулся и вёл мяч» в ответ на его политические планы. Это в значительной степени способствовало созданию Джеймсом документального сериала, рассматривающего меняющуюся роль спортсменов в современном политическом и культурном климате, метко названного «Заткнись и веди мяч» на телеканале Showtime.
В межсезонье 2019 года Джеймс подал заявку на товарный знак (через подставную компанию) на термин «Taco Tuesday» для использования в загружаемых аудио/визуальных произведениях, подкастах, социальных сетях, онлайн-маркетинге и развлекательных услугах. Это было связано с использованием Джеймсом этого термина в Instagram для описания семейных обедов тако. Ведомство по патентам и товарным знакам США отклонило эту просьбу, заявив, что Taco Tuesday — это «общий термин, сообщение или выражение, широко используемое различными источниками, которые просто передают обычную, знакомую, хорошо признанную концепцию или чувство».
По состоянию на сентябрь 2019 года Джеймс является самым популярным баскетболистом в Instagram.
В 2022 г. в рамках созданного совместного с партнёром по парикмахерским салоном Мэвериком Картером медиа-бренда Unterinstructable запустил выходивший на YouTube посвящённый баскетболу подкаст «Mind the Game», который вёл вместе с Джей Джеем Редиком, который после 9- го выпуска летом 2924 г. стал главным тренером «Лос-Анджелес Лейкерс» и самого Леброна, из-за чего выход подкаста приостановился. В марте 2025 г. подкаст с новым соведущим Стивом Нэшем стал выходить на принадлежащей Amazon сети подкастов Wondery, контракт был подписан на 3 года. Подкаст был более ориентирован на профессиональных болельщиков, делая акцент на техническом анализе.

### Музыка
В феврале 2019 года стало известно, что Джеймс будет исполнительным продюсером нового альбома рэпера 2 Chainz «Rap or Go to the League». В пресс-релизе Def Jam Recordings говорится, что целью альбома является «прославление чёрного превосходства и сосредоточение внимания на силе образования и предпринимательства». В пресс-релизе также говорится, что название «бросает вызов представлению о том, что единственный выход из внутреннего города — это либо стать рэпером, либо игроком в мяч».

### Активизм
Джеймс является активным сторонником некоммерческих организаций, включая «After-School All-Stars», «Boys & Girls Clubs of America» и «Children’s Defense Fund». У него также есть свой собственный благотворительный фонд, «Семейный фонд Леброна Джеймса», который базируется в Акроне. С 2005 года фонд ежегодно проводит байк-а-тон, чтобы собрать деньги на различные цели. В 2015 году Джеймс объявил о партнёрстве с Университетом Акрона, чтобы предоставить стипендии для 2300 детей, начиная с 2021 года. В 2016 году он пожертвовал 2,5 миллиона долларов Смитсоновскому Национальному музею афроамериканской истории и культуры, чтобы поддержать выставку о Мухаммеде Али. В 2017 году он получил Приз имени Дж. Уолтера Кеннеди от НБА за «выдающуюся службу и преданность обществу». В ноябре того же года школьный совет Акрона одобрил «I Promise School», государственную начальную школу, созданную в партнёрстве с «Семейным фондом Леброна Джеймса», чтобы помочь нуждающимся ученикам начальной школы оставаться в школе. Позднее Джеймс вспоминал, что это было его самое важное профессиональное достижение в жизни. Школа официально открылась 30 июля 2018 года.
На протяжении всей своей карьеры Джеймс занимал различные позиции по спорным вопросам. В нескольких случаях он упоминал о чувстве обязанности произвести изменения, используя свой статус. К ним относится Дарфурский конфликт, дело Трейвона Мартина, расистские комментарии бывшего владельца НБА Дональда Стерлинга в 2014 году, вердикт Майкла Брауна и смерть Эрика Гарнера. После расистского инцидента в его доме в Лос-Анджелесе в 2017 году Джеймс заявил: «Быть чёрным в Америке — это тяжело. Нам предстоит пройти долгий путь как обществу, так и афроамериканцам, пока мы не почувствуем себя равными в Америке». Позже в том же году после марша «Объединённых правых» Джеймс усомнился в лозунге «Вернём Америке былое величие» и сказал: «Печально то, что происходит в Шарлотсвилле. В том ли направлении движется наша страна? Вернём Америке былое величие, а?» Затем он сказал, что «наша молодежь заслуживает лучшего!!» Джеймс также назвал Трампа «бездельником» после того, как президент отменил приглашение Белого дома Стефену Карри. Во время интервью в 2018 году журналисту CNN Дону Лемону Джеймс обвинил Трампа в попытке разделить страну с помощью спорта, предположив, что «спорт никогда не был чем-то, что разделяет людей, он всегда был чем-то, что объединяет их.» Он заявил: «Я никогда не сяду напротив него. Хотя я бы сел напротив Барака». В ответ Трамп написал в Твиттере: «Леброн Джеймс только что дал интервью самому глупому человеку на телевидении, Дону Лемону. Он заставил Леброна выглядеть умным, что не так-то просто сделать». Джеймс поддержал игрока в американский футбол Колина Каперника после его участия в протестах против национального гимна, заявив, что ему не дали новый контракт в Национальной футбольной лиге и что он взял бы его, если бы у него была футбольная команда. Он несколько раз надевал его форму в знак поддержки.
В июне 2008 года Джеймс пожертвовал 20 000 долларов комитету для избрания Барака Обамы президентом. Позже в том же году Джеймс собрал почти 20 000 человек на Квикен Лоэнс-арена для просмотра 30-минутной телевизионной рекламы о Бараке Обаме. Реклама была показана на большом экране над сценой, где позже рэпер Jay-Z устроил бесплатный концерт. В ноябре 2016 года Джеймс поддержал Хиллари Клинтон на президентских выборах 2016 года и агитировал за её кандидатуру.
В августе 2020 года Джеймс надел кепку с надписью «Make America Great Again», призвав к аресту полицейских, причастных к убийству Бреоны Тейлор. 19 августа 2020 года он объявил о своём намерении вести предвыборную кампанию за кандидата в президенты Джо Байдена и кандидата на пост вице-президента Камалу Харрис в преддверии президентских выборов 2020 года в Соединённых Штатах. Джеймс высказался в поддержку движения «Больше, чем голос» и призвал членов афроамериканского сообщества голосовать. Он сказал, что «люди в нашем обществе просто лгали в течение стольких лет. У нас есть люди, у которых были определённые взгляды в прошлом, которым сказали, что они не могут голосовать, потому что у них есть убеждения. Это подавление избирателей».
27 августа Джеймс и его товарищи по команде «Лейкерс», а также игроки «Милуоки Бакс» начали бойкотировать матчи плей-офф НБА 2020 года в знак протеста против выстрелов в Джейкоба Блейка. В ответ старший советник Белого дома Джаред Кушнер заявил, что планирует обратиться к Джеймсу по поводу бойкота. После того, как комитет игроков обсудил бойкот, Джеймс и другие обратились к Бараку Обаме, который, как сообщается, посоветовал им продолжать играть и завершить этот сезон НБА своевременно.

### Кинематограф
В 2021 году Леброн играет роль самого себя в фильме «Космический джем: Новое поколение». По сюжету, ему предстоит спасти своего сына Доминика от Ал-Го-Ритма, собрав команду из Багза Банни и прочих мультяшек Looney Tunes и победив команду из цифровых звезд баскетбола. Он появляется в MultiVersus.

### Бизнес
В июле 2022 года сообщил о желании владеть баскетбольной командой, которая будет находиться в Лас-Вегасе.

## Статистика

### Статистика в НБА
| Сезон   | Команда  | Регулярный сезон | Регулярный сезон | Регулярный сезон | Регулярный сезон | Регулярный сезон | Регулярный сезон | Регулярный сезон | Регулярный сезон | Регулярный сезон | Регулярный сезон | Регулярный сезон | Серия плей-офф | Серия плей-офф | Серия плей-офф | Серия плей-офф | Серия плей-офф | Серия плей-офф | Серия плей-офф | Серия плей-офф | Серия плей-офф | Серия плей-офф | Серия плей-офф |
| Сезон   | Команда  | GP               | GS               | MPG              | FG%              | 3P%              | FT%              | RPG              | APG              | SPG              | BPG              | PPG              | GP             | GS             | MPG            | FG%            | 3P%            | FT%            | RPG            | APG            | SPG            | BPG            | PPG            |
| ------- | -------- | ---------------- | ---------------- | ---------------- | ---------------- | ---------------- | ---------------- | ---------------- | ---------------- | ---------------- | ---------------- | ---------------- | -------------- | -------------- | -------------- | -------------- | -------------- | -------------- | -------------- | -------------- | -------------- | -------------- | -------------- |
| 2003/04 | Кливленд | 79               | 79               | 39,5             | 41,7             | 29,0             | 75,4             | 5,5              | 5,9              | 1,6              | 0,7              | 20,9             | Не участвовал  | Не участвовал  | Не участвовал  | Не участвовал  | Не участвовал  | Не участвовал  | Не участвовал  | Не участвовал  | Не участвовал  | Не участвовал  | Не участвовал  |
| 2004/05 | Кливленд | 80               | 80               | 42,4             | 47,2             | 35,1             | 75,0             | 7,4              | 7,2              | 2,2              | 0,7              | 27,2             | Не участвовал  | Не участвовал  | Не участвовал  | Не участвовал  | Не участвовал  | Не участвовал  | Не участвовал  | Не участвовал  | Не участвовал  | Не участвовал  | Не участвовал  |
| 2005/06 | Кливленд | 79               | 79               | 42,5             | 48,0             | 33,5             | 73,8             | 7,0              | 6,6              | 1,6              | 0,8              | 31,4             | 13             | 13             | 46,5           | 47,6           | 33,3           | 73,7           | 8,1            | 5,8            | 1,4            | 0,7            | 30,8           |
| 2006/07 | Кливленд | 78               | 78               | 40,9             | 47,6             | 31,9             | 69,8             | 6,7              | 6,0              | 1,6              | 0,7              | 27,3             | 20             | 20             | 44,6           | 41,6           | 28,0           | 75,5           | 8,1            | 8,0            | 1,7            | 0,5            | 25,1           |
| 2007/08 | Кливленд | 75               | 74               | 40,4             | 48,4             | 31,5             | 71,2             | 7,9              | 7,2              | 1,8              | 1,1              | 30,0             | 13             | 13             | 42,5           | 41,1           | 25,7           | 73,1           | 7,8            | 7,6            | 1,8            | 1,3            | 28,2           |
| 2008/09 | Кливленд | 81               | 81               | 37,7             | 48,9             | 34,4             | 78,0             | 7,6              | 7,2              | 1,7              | 1,1              | 28,4             | 14             | 14             | 41,4           | 51,0           | 33,3           | 74,9           | 9,1            | 7,3            | 1,6            | 0,9            | 35,3           |
| 2009/10 | Кливленд | 76               | 76               | 39,0             | 50,3             | 33,3             | 76,7             | 7,3              | 8,6              | 1,6              | 1,0              | 29,7             | 11             | 11             | 41,8           | 50,2           | 40,0           | 73,3           | 9,3            | 7,6            | 1,7            | 1,8            | 29,1           |
| 2010/11 | Майами   | 79               | 79               | 38,8             | 51,1             | 33,0             | 75,9             | 7,5              | 7,0              | 1,6              | 0,6              | 26,7             | 21             | 21             | 43,9           | 46,6           | 35,3           | 76,3           | 8,4            | 5,9            | 1,7            | 1,2            | 23,7           |
| 2011/12 | Майами   | 62               | 62               | 37,5             | 53,1             | 36,2             | 77,1             | 7,9              | 6,2              | 1,9              | 0,8              | 27,1             | 23             | 23             | 42,8           | 50,0           | 25,9           | 73,9           | 9,7            | 5,6            | 1,9            | 0,7            | 30,3           |
| 2012/13 | Майами   | 76               | 76               | 37,9             | 56,5             | 40,6             | 75,3             | 8,0              | 7,3              | 1,7              | 0,9              | 26,8             | 23             | 23             | 41,8           | 49,1           | 37,5           | 77,7           | 8,4            | 6,6            | 1,8            | 0,8            | 25,9           |
| 2013/14 | Майами   | 77               | 77               | 37,7             | 56,7             | 37,9             | 75,0             | 6,9              | 6,3              | 1,6              | 0,3              | 27,1             | 20             | 20             | 38,2           | 56,5           | 40,7           | 80,6           | 7,1            | 4,8            | 1,8            | 0,6            | 27,4           |
| 2014/15 | Кливленд | 69               | 69               | 36,1             | 48,8             | 35,4             | 71,0             | 6,0              | 7,4              | 1,6              | 0,7              | 25,3             | 20             | 20             | 42,2           | 41,7           | 22,7           | 73,1           | 11,3           | 8,5            | 1,7            | 1,1            | 30,1           |
| 2015/16 | Кливленд | 76               | 76               | 35,6             | 52,0             | 30,9             | 73,1             | 7,4              | 6,8              | 1,4              | 0,6              | 25,3             | 21             | 21             | 39,1           | 52,5           | 34,0           | 66,1           | 9,5            | 7,6            | 2,3            | 1,3            | 26,3           |
| 2016/17 | Кливленд | 74               | 74               | 37,8             | 54,8             | 36,3             | 67,4             | 8,6              | 8,7              | 1,2              | 0,6              | 26,4             | 18             | 18             | 41,3           | 56,5           | 41,1           | 69,8           | 9,1            | 7,8            | 1,9            | 1,3            | 32,8           |
| 2017/18 | Кливленд | 82               | 82               | 36,9             | 54,2             | 36,7             | 73,1             | 8,6              | 9,1              | 1,4              | 0,9              | 27,5             | 22             | 22             | 41,9           | 53,9           | 34,2           | 74,6           | 9,1            | 9,0            | 1,4            | 1,0            | 34,0           |
| 2018/19 | Лейкерс  | 55               | 55               | 35,2             | 51,0             | 33,9             | 66,5             | 8,5              | 8,3              | 1,3              | 0,6              | 27,4             | Не участвовал  | Не участвовал  | Не участвовал  | Не участвовал  | Не участвовал  | Не участвовал  | Не участвовал  | Не участвовал  | Не участвовал  | Не участвовал  | Не участвовал  |
| 2019/20 | Лейкерс  | 67               | 67               | 34,6             | 49,3             | 34,8             | 69,3             | 7,8              | 10,2             | 1,2              | 0,5              | 25,3             | 21             | 21             | 36,3           | 56,0           | 37,0           | 72,0           | 10,8           | 8,8            | 1,2            | 0,9            | 27,6           |
| 2020/21 | Лейкерс  | 45               | 45               | 33,4             | 51,3             | 36,5             | 69,8             | 7,7              | 7,8              | 1,1              | 0,6              | 25,0             | 6              | 6              | 37,3           | 47,4           | 37,5           | 60,9           | 7,2            | 8,0            | 1,5            | 0,3            | 23,3           |
| 2021/22 | Лейкерс  | 56               | 56               | 37,2             | 52,4             | 35,9             | 75,6             | 8,2              | 6,2              | 1,3              | 1,1              | 30,3             | Не участвовал  | Не участвовал  | Не участвовал  | Не участвовал  | Не участвовал  | Не участвовал  | Не участвовал  | Не участвовал  | Не участвовал  | Не участвовал  | Не участвовал  |
| 2022/23 | Лейкерс  | 55               | 54               | 35,5             | 50,0             | 32,1             | 76,8             | 8,3              | 6,8              | 0,9              | 0,6              | 28,9             | 16             | 16             | 38,7           | 49,8           | 26,4           | 76,1           | 9,9            | 6,5            | 1,1            | 1,1            | 24,5           |
| 2023/24 | Лейкерс  | 71               | 71               | 35,3             | 54,0             | 41,0             | 75,0             | 7,3              | 8,3              | 1,3              | 0,5              | 25,7             | 5              | 5              | 40,8           | 56,6           | 38,5           | 73,9           | 6,8            | 8,8            | 2,4            | 1,0            | 27,8           |
|         | Всего    | 1492             | 1490             | 37,9             | 50,6             | 34,8             | 73,6             | 7,5              | 7,4              | 1,5              | 0,7              | 27,1             | 287            | 287            | 41,3           | 49,7           | 33,2           | 74,1           | 9,0            | 7,2            | 1,7            | 1,0            | 28,4           |

## Фильмография

### Фильмы
| Год  | Русское название                  | Оригинальное название                            | Роль               | Примечания  |
| ---- | --------------------------------- | ------------------------------------------------ | ------------------ | ----------- |
| 2008 | Больше, чем игра                  | More than a Game                                 | Играет самого себя |             |
| 2009 | Вся правда о Губке Бобе           | Square Roots: The Story of SpongeBob SquarePants | Играет самого себя |             |
| 2015 | Девушка без комплексов            | Trainwreck                                       | Играет самого себя |             |
| 2018 | Смолфут                           | Smallfoot                                        | Гванги             | Озвучивание |
| 2021 | Космический джем: Новое поколение | Space Jam: A New Legacy                          | Играет самого себя |             |

### Телевидение
| Год              | Русское название                                                | Оригинальное название                                           | Роль               | Примечания                         |
| ---------------- | --------------------------------------------------------------- | --------------------------------------------------------------- | ------------------ | ---------------------------------- |
| 2004             | Моя жена и дети                                                 | My Wife and Kids                                                | Играет самого себя | Эпизод «Заразная обезьяна»         |
| 29 сентября 2007 | Saturday Night Live                                             | Saturday Night Live                                             | Играет самого себя | Эпизод «Леброн Джеймс/Канье Уэст»  |
| 2009             | Красавцы                                                        | Entourage                                                       | Играет самого себя | Эпизод «Дай немного»               |
| 2009             | SpongeBob’s Truth or Square                                     |                                                                 | Играет самого себя |                                    |
| 2011-2014        | Леброны                                                         | Леброны                                                         | Играет самого себя | Ведущая роль                       |
| 2015             | Раскаяния выжившего                                             | Survivor’s Remorse                                              | Играет самого себя | Эпизод «Кишки»                     |
| 2016             | Юные титаны, вперёд!                                            | Teen Titans Go!                                                 | Играет самого себя | Эпизод «Жестокое смеющееся чудище» |
| 2018             | Барбершоп                                                       | The Shop                                                        |                    | 4 эпизода                          |
| 2020             | Graduate Together: America Honors the High School Class of 2020 | Graduate Together: America Honors the High School Class of 2020 | Принимающий гостей | также исполнительный продюсер      |